# 猶太會堂

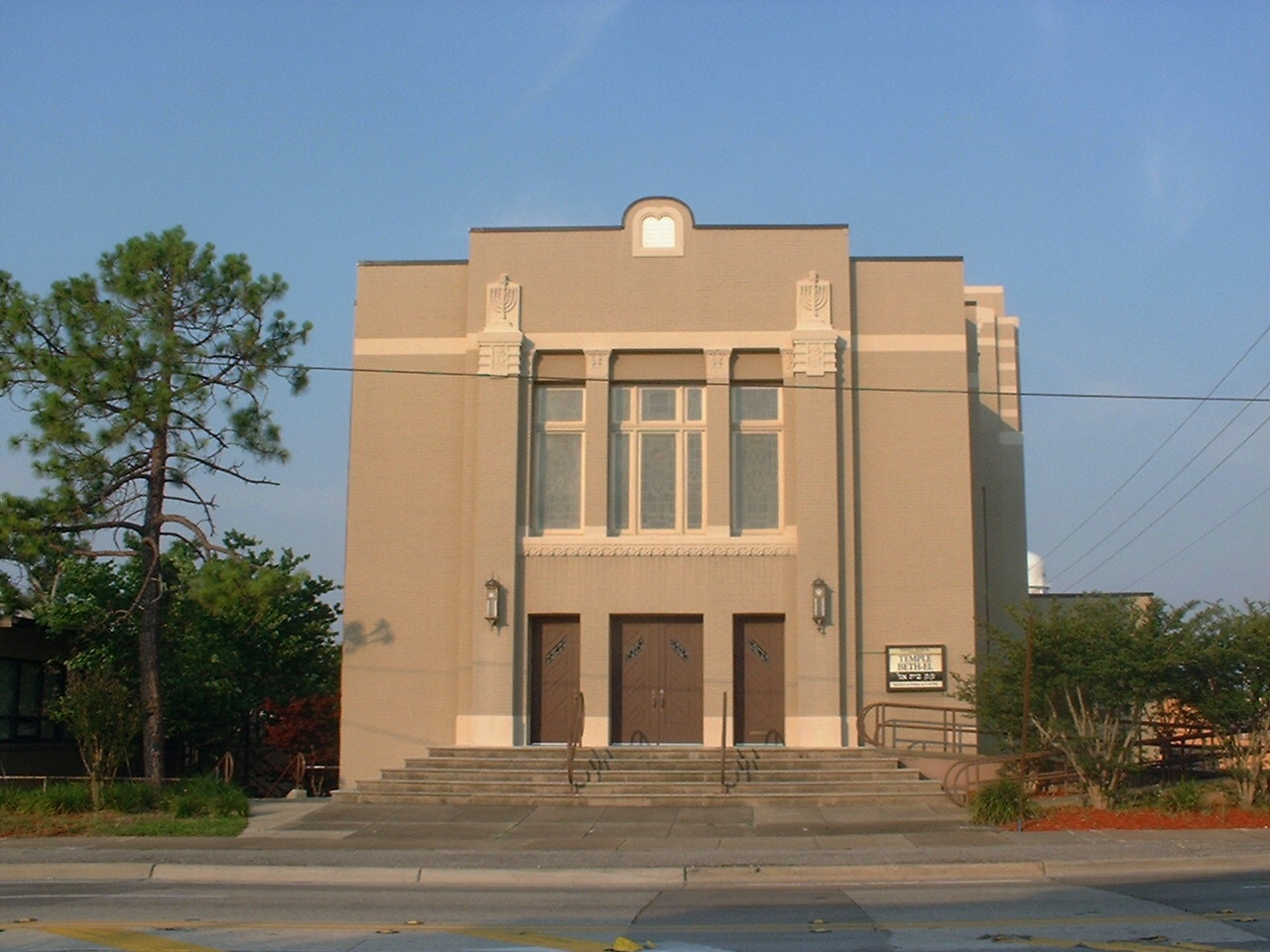
美国佛罗里达州最早的犹太會堂

猶太會堂（希伯來語：בית כנסת），或稱猶太教堂（英語：Synagogue），一般由一个主要的祈祷房间和另外几个比较小的研究和学习犹太教的经典《希伯来经》的房间组成。
许多教徒聚集在一起祈祷是犹太教的特点，理论上可以在除了不清洁的地方以外的任何地方祈祷，但根据犹太教律法，成年男人一天必须由10人以上聚集在一起祈祷三次，犹太會堂最早就是为了这个目的设立的。
犹太會堂不仅为了祈祷，还用于公共活动、成人和学龄儿童的教育等。依地语称犹太會堂为，就是从德语“学校”一词衍生出来的。
一般犹太會堂有两位领导，一位是大家公选出来维持會堂事务的主席，另一位是由主席选定的负责宗教事务的“拉比”（相当于基督教的神父）。但有的會堂没有拉比，正因猶太會堂的主要功能是讓猶太人聚會的地方。
传统的猶太人每天早晨、下午、傍晚要祈祷三次，在安息日和其他犹太教节日还要举行大型集体祈祷，根据不同的祈祷人分散在不同的房间，如儿童在一起，少年在一起，同一家庭在一起等，但现代比较开明的犹太會堂也改革为每星期只祈祷一次或两次。
许多犹太人并不去會堂，只是陪同几个固定的同伴在一个固定的房间内祈祷，也有在繁忙的商业公司工作的人自己祈祷。

## 會堂建筑

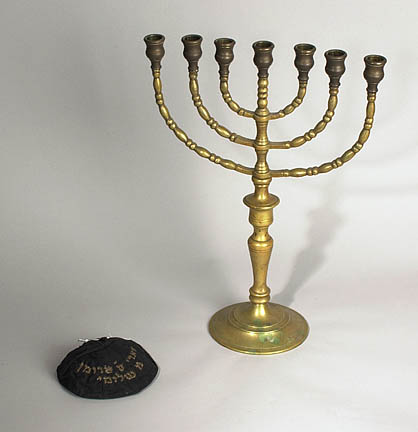
七烛台

犹太會堂的传统是根据耶路撒冷的聖殿为原本的，但耶路撒冷的聖殿并没有留下可以仿效的图象，因此世界各地的犹太會堂建筑各式各样，受到当地的文化和其他宗教影响很大。
一般犹太會堂内包括有一个“圣约柜”，保存《摩西五经》卷轴；有一个大台子，是为了诵读摩西五经时使的；还有一个常明的七烛台；此外还有一个面向圣约柜的小讲台，为拉比站在上面领导祈祷用。犹太會堂内和清真寺一样不允许有偶像和画像。有的拉比建议犹太會堂应该只有12 个窗户，以象征摩西带领逃出埃及的以色列人的十二个支派，祝愿全体以色列人团结在一起，但由于建筑的需要，并不是所有會堂都采纳这种设计。
犹太會堂内部的设计，祈祷时都要面朝耶路撒冷。建筑如果可能也设计成朝向耶路撒冷。

## 世界名的犹太會堂

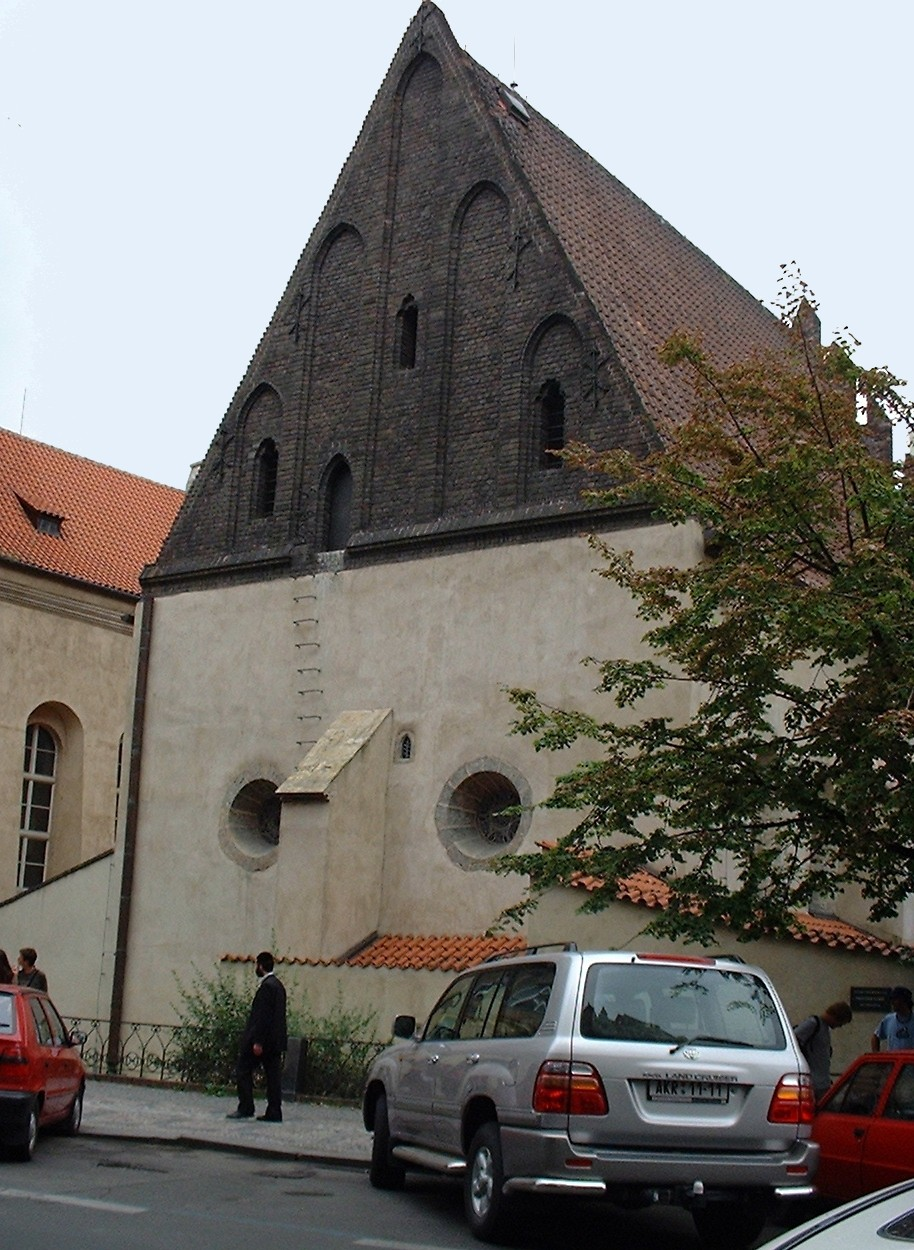
捷克布拉格的最古老犹太會堂

- 捷克布拉格的老犹太會堂是世界上目前现存的最古老的犹太會堂，建于11世纪。在纳粹迫害犹太人的水晶之夜时，德国和奥地利有1574座犹太會堂被摧毁，其中有许多欧洲著名的会堂。
- 印度喀拉拉邦老城柯钦的犹太會堂建于1568年。
- 英国伦敦的比维斯·玛可斯會堂是世界上一直在使用没有中断的时间最长的犹太会堂，建于1702年。
- 在加勒比海库拉索岛威廉斯塔德的斯诺阿會堂是西半球最早的犹太會堂，建于1692年。
- 美國纽约市第五大道的以马内利会堂是世界上最大的犹太会堂，占地面积达3523平方米。

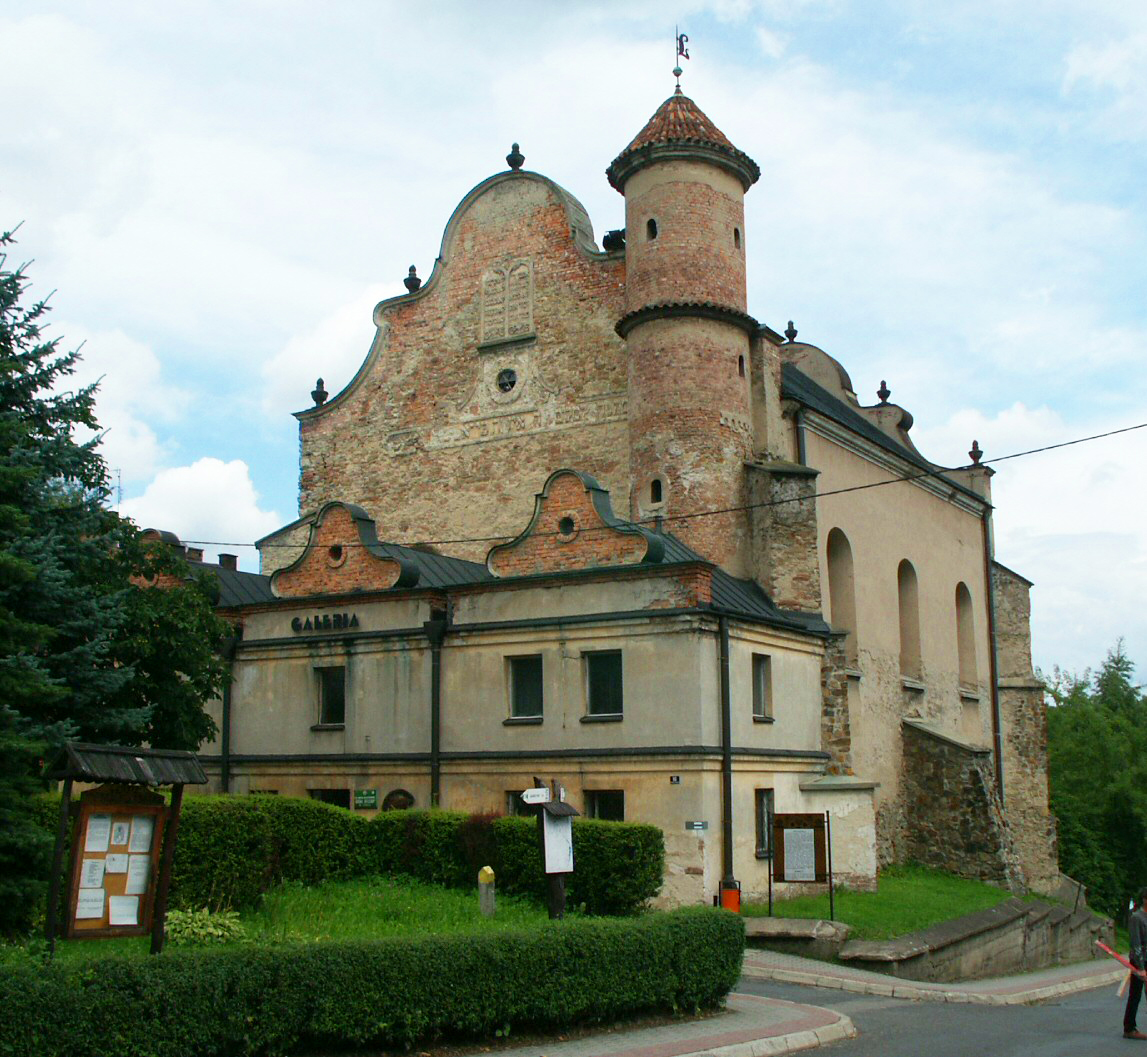
波兰的犹太会堂